# Бьюкенен, Джордж (военный)
Сэр Джордж Бьюкенен (анг. Sir George Buchanan; умер 1651 году) — офицер шотландской армии времён войны трёх королевств и дворянин, 21 лэрд Бьюкенен. В 1644 году становится членом Комитета сословий и парламента Шотландии. 

## Биография
Сэр Джордж был сыном сэра Джона Бьюкенена и Анабеллы, дочери Адама Эрскина, коменданта Камбускеннета (аббатство в Стерлинге), сына Мастера Мара. В 1641 году он командовал шотландской компанией (рота) в армии Александра Лесли во время Епископской войны, а затем был комиссаром суда над «сломленными людьми». 
В 1644 году он был представителем в Комитете сословий (орган управления в Шотландии) от графства Стирлингшир, а также с 1644 по 1646 членом парламента Шотландии и служил в Военном комитете (1643, 1644, 1646, 1648 годах). В 1645 году отбыл из парламента в свой полк, чтобы подавить мятеж. 

## Примечание
1. ↑  William Anderson. The Scottish Nation: Or, The Surnames, Families, Literature, Honours, and Biographical History of the People of Scotland. — A. Fullarton & Company, 1862. — 268 с.
2. 1 2  The Parliaments of Scotland : burgh and shire commissioners. — Edinburgh: Published for the Scottish Committee on the History of Parliament by Scottish Academic Press, 1992-1993. — 2 volumes (lx, 817 pages) с. — ISBN 0-7073-0703-1, 978-0-7073-0703-9, 0-7073-0705-8, 978-0-7073-0705-3.